# St. Marien (Isernhagen)

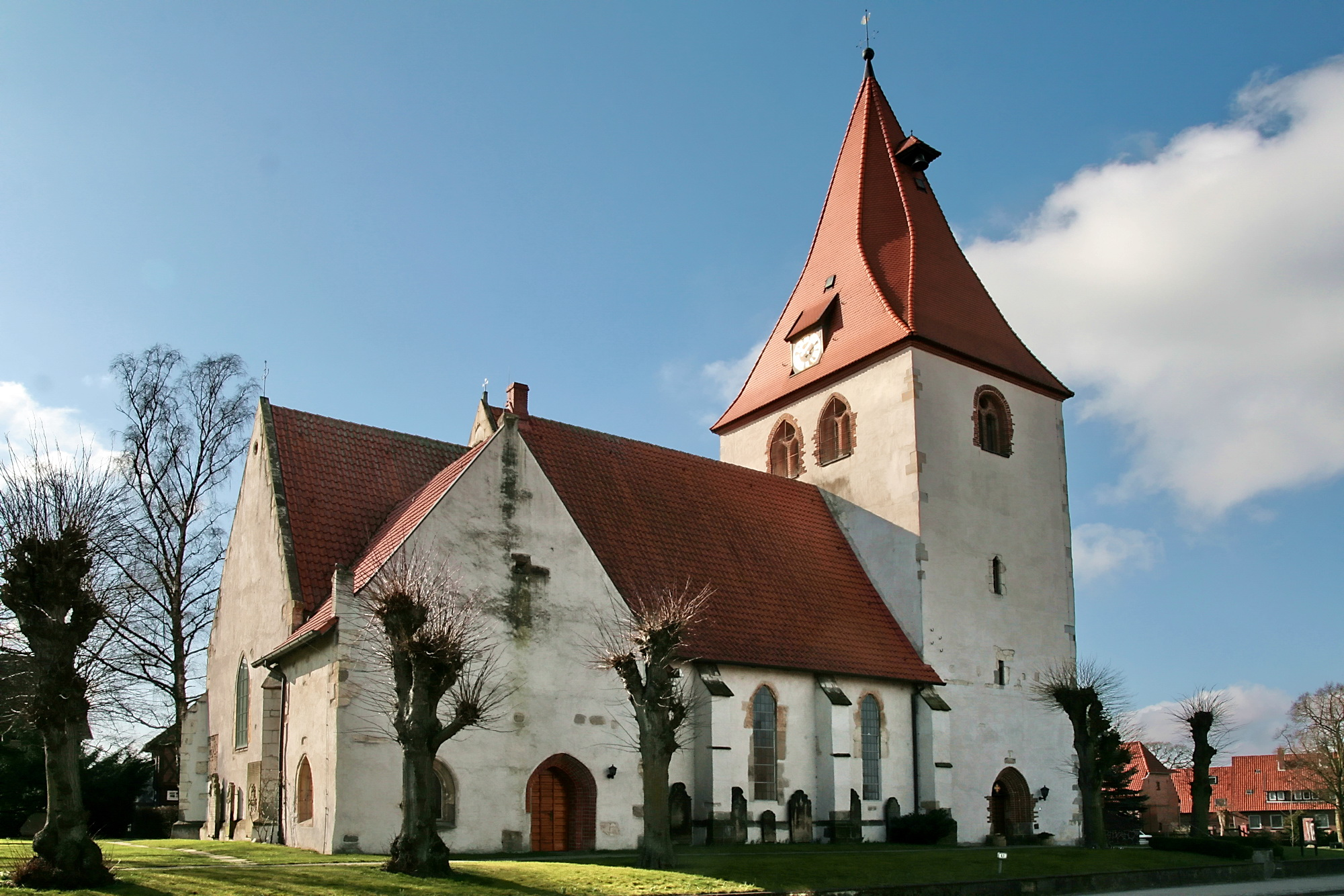
St. Marien-Kirche Isernhagen

Die evangelisch-lutherische denkmalgeschützte Kirche St. Marien steht im Ortsteil Kircher Bauerschaft der selbständigen Gemeinde Isernhagen in der Region Hannover von Niedersachsen. Die Kirchengemeinde Isernhagen gehört zum Kirchenkreis Burgwedel-Langenhagen der Evangelisch-lutherischen Landeskirche Hannovers.

## Beschreibung

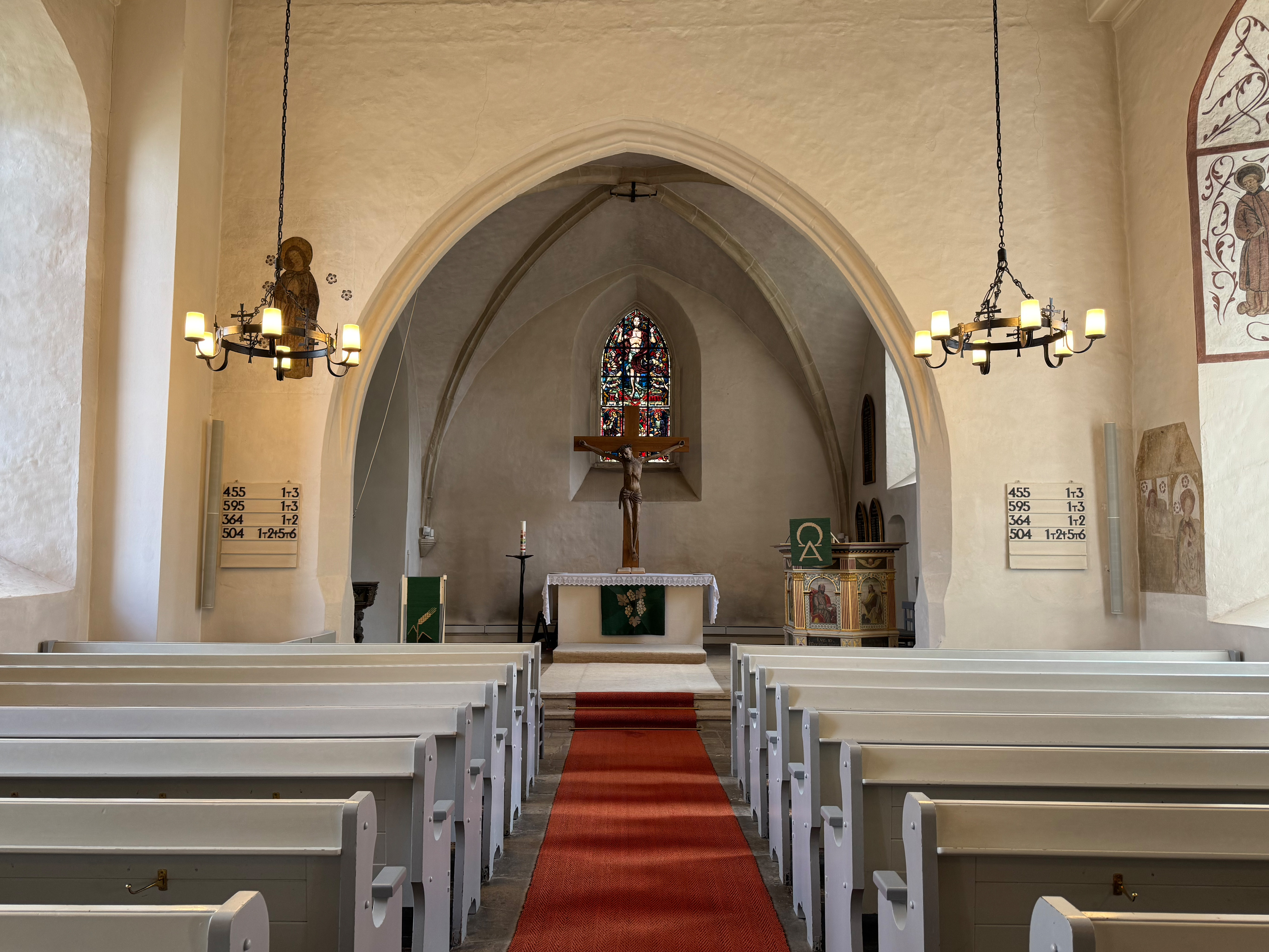
Innenraum (2025)

Das spätgotische Langhaus und der eingezogene querrechteckige Chor wurden um 1450 erbaut. Der wuchtige fast quadratische Kirchturm im Westen ist etwas jünger. Der nördliche Anbau am Chor wurde kurz nach 1500 errichtet und 1662 aufgestockt. Er beherbergte ursprünglich die Sakristei, heute dient er als Windfang, der mit einem großen Rundbogen zum Chorraum geöffnet ist. Als Baumaterial wurde im Wesentlichen Raseneisenstein verwendet. Die Wände des Langhauses und des Chors werden mit Strebepfeilern gestützt. Das spitzbogige Portal an der Nordseite des Turms hat eine Laibung aus Backsteinen, ebenso wie die Laibungen der Klangarkaden. Im Glockenstuhl hängt eine gotische Kirchenglocke. Das Langhaus wurde 1819 mit einem segmentbogigen Tonnengewölbe überspannt. Der Chor ist mit einem Kreuzrippengewölbe über einfachen Konsolen bedeckt.

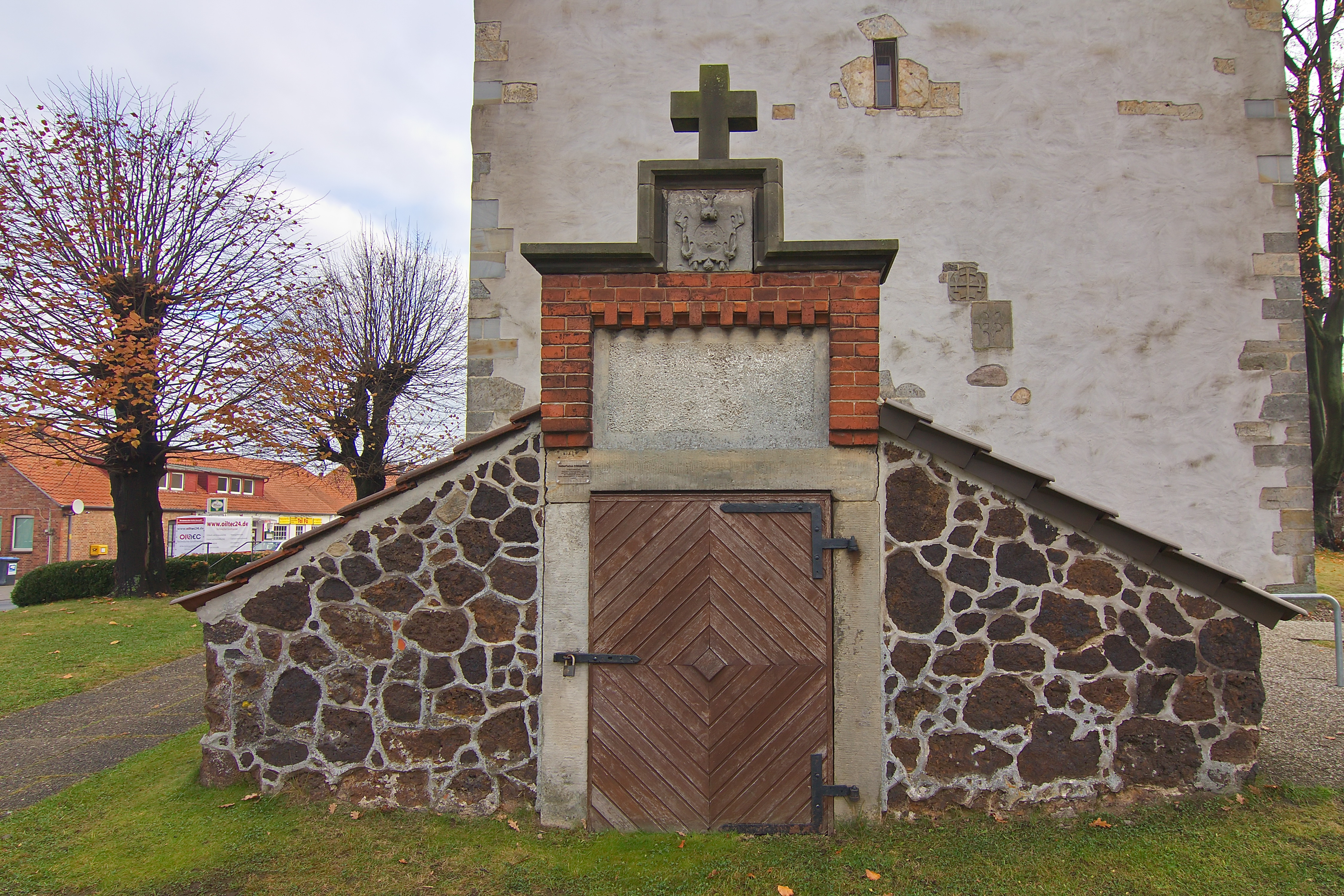
Grabmal des Oberst Johann Friedrich von Hattdorf von 1788 an der Kirche

Die Wandmalereien stammen aus dem 15. Jahrhundert. Sie zeigen u. a. einen riesigen Christophorus, die Anbetung der Könige, in einer Fensterlaibung zwei Märtyrer und zwischen den beiden Fenstern eine Mondsichelmadonna. Auf dem Altar steht ein lebensgroßes Kruzifix der Spätgotik. Das sechseckige Taufbecken ist mit 1654 datiert. Am Schaft sind drei stützende Putti, am Becken sind Reliefs über die Taufe Jesu, der Evangelisten und dem Wappen der Stifterin. Die einfach gegliederte Kanzel wurde in der 2. Hälfte des 16. Jahrhunderts gebaut, am Korb sind die Evangelisten in rundbogige Blenden gemalt. Im Außenmauerwerk des Turms sind vier gotische Kreuzsteine eingemauert.

## Orgel

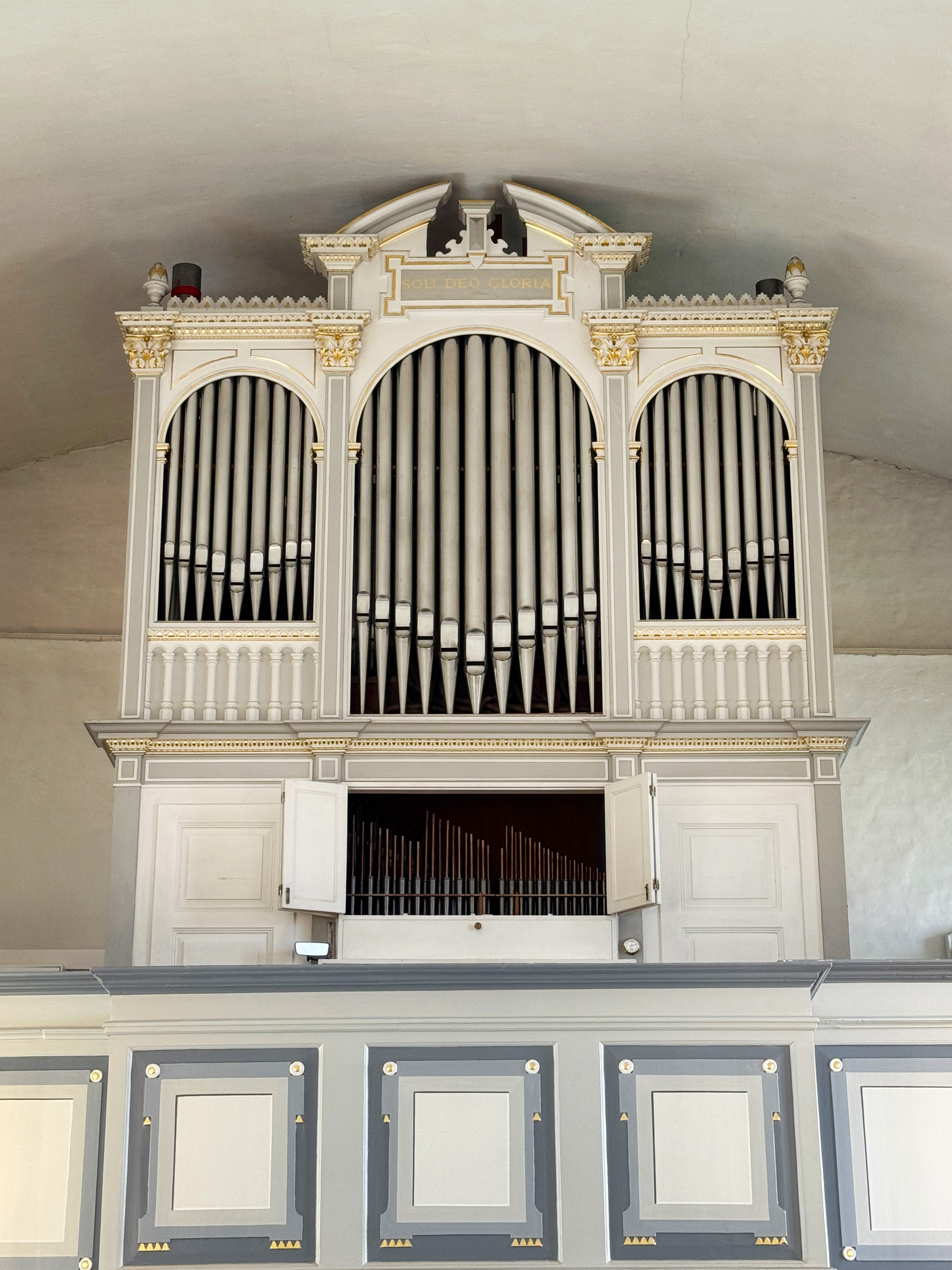
Orgel von 1968 im historischen Gehäuse

Die vermutlich erste Orgel der Kirche wurde 1705 angeschafft und auf der Nordseite aufgestellt. In den Jahren 1749 und 1777 wurden Instandsetzungen vorgenommen. 1820 wurde die Orgel auf die Westempore versetzt.
1893 baute die Orgelbaufirma Philipp Furtwängler & Söhne aus Hannover eine neue Orgel (Opus 292) mit neoklassizistischem Prospekt mit 17 Registern auf zwei Manualen und Pedal. Die Orgel verfügte über Kegelladen und eine mechanische Traktur.
1968 wurde die bisherige Orgel durch einen Neubau hinter dem historischen Prospekt durch die Orgelbaufirma Schmidt & Thiemann aus Hannover ersetzt. Die Orgel verfügt heute über 20 Register auf zwei Manualen und Pedal. Die Spieltrakturen des Schleifladeninstrumentes sind mechanisch. 2007 erfolgte eine Orgelsanierung durch die Orgelbaufirma Gebrüder Hillebrand aus Altwarmbüchen.
Die Disposition lautet:
| I Hauptwerk C–g3 |     |
| Quintade         | 16' |
| Prinzipal        | 08' |
| Rohrflöte        | 08' |
| Oktav            | 04' |
| Flöte            | 04' |
| Oktav            | 02' |
| Mixtur IV-V      |     |
| Trompete         | 08' |

| II Brustwerk C–g3 |       |
| Gedackt           | 8'    |
| Rohrflöte         | 4'    |
| Waldflöte         | 2'    |
| Quinte            | 1 ⁄3' |
| Sesquialtera II   |       |
| Scharf III        |       |
| Krummhorn         | 8'    |

| Pedal C–f1 |     |
| Subbaß     | 16′ |
| Prinzipal  | 08′ |
| Oktav      | 04′ |
| Mixtur III |     |
| Posaune    | 16′ |

- Koppeln: II/I, I/P, II/P (als Fußtritte)
- Spielhilfen: Tremulant für das gesamte Werk
- Stimmung: gleichschwebend
  - Tonhöhe: a1 = 440 Hz bei 16 °C